# 戎谷南山
戎谷 南山（えびすや なんざん、1866年（慶應2年）- 1949年（昭和24年）は、明治～昭和初期の画家。本業は菓子屋。秋田県秋田市土崎港生まれ。本名は戎谷亀吉。「後三年合戦絵詞」の模写をライフワークとした。

## 経歴
出羽国秋田郡土崎湊町に生まれる。1886年（明治19年）、一家で仙北郡金沢本町村（現在の横手市）に移住し、菓子屋を営み、南山も家業に従事した。
絵画の趣味が高じて画家として活動した。金沢の歴史に感銘し、かつて金沢で起こった戦役である後三年の役を描いた「後三年合戦絵詞」の模写を始める。1901年（明治34年）より度々上京し、帝室博物館に通い所蔵の絵巻を記憶し、博物館の便所で書き写した。そして、1940年（昭和15年）に補遺を含めた5巻を完成させた。
豊かな色彩で戦の様子を描いた「後三年合戦絵詞」模写5巻は各8間(14.4m) の長さがあり、横手市指定文化財になっている。
画家としては、他にも、地口灯籠を絵入りで書くのが好きで、また、狂歌も好んだ。本業の菓子屋としても金沢の歴史にちなむ「めっこカジカ」、「史跡せんべい」、「石諸越」を生み出した。1921年（大正10年）、伊藤直純らと史跡保存会「金沢保古会」を結成する。史跡保存会の出版部では自筆の絵はがきや案内書を出すなど精力的に活動した。また、80歳の時に家から8km離れた黒森山に登るなど、逞しいエネルギーを持っていた。子孫の戎谷源助は昭和30年代の金沢町議会議員。